# Guerra do Condado de Lincoln
A Guerra do Condado de Lincoln (18 de Fevereiro - 19 de Julho de 1878) foi um conflito armado entre duas facções de comerciantes e fazendeiros no oeste norte americano. A história dessa guerra ajudou a construir a lenda do pistoleiro Billy The Kid, que lutou no conflito para vingar a morte de seu patrão, John Henry Tunstall, assassinado pelos capangas de James Dolan, rival de Tunstall nos negócios. O tema foi amplamente aproveitado como roteiro para diversos filmes e séries de televisão.
O conflito teria ocorrido como consequência de uma disputa comercial pelo abastecimento do Condado de Lincoln no Novo México, entre duas grandes facções de comerciantes e fazendeiros. De um lado Lawrence Murphy e seu sócio James Dolan, então controladores do mercado local. Em oposição a eles, o jovem pecuarista inglês John Tunstall e seu sócio, o advogado Alexander McSween, que então começavam um novo negócio em Lincoln, ameaçando o monopólio instituído por Murphy e Dolan. No auge das hostilidades a disputa comercial transforma-se em conflito armado quando Tunstall é assassinado pelos homens de James Dolan em fevereiro de 1878.
Durante o conflito, James Dolan teve o apoio legal do xerife de Lincoln William J. Brady. Após a morte de Brady, Dolan apontou um de seus próprios homens, George Peppin, como novo o xerife da cidade. Além de seus próprios funcionários, Dolan teve o apoio da gangue The Boys de Jesse Evans, do grupo conhecido como Rio Grande Posse, liderados por John Kinney e dos Seven Rivers Warriors, uma gangue formada por membros de uma comunidade de pequenos fazendeiros da região de Seven Rivers. Alexander McSween, por outro lado, conseguiu que o Juiz de Paz John Wilson elegesse os homens de Tunstall como delegados para que fossem cumpridos mandados de prisão aos suspeitos da morte de Tunstall. Liderados por Richard Brewer, o grupo de vigilantes foi batizado durante seu juramento como Os Reguladores do Condado de Lincoln.

## Antecedentes

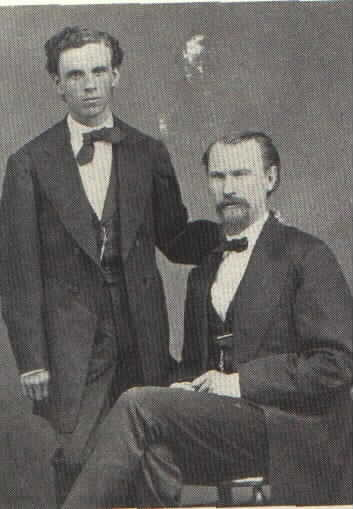
James Dolan (esquerda) e Lawrence Murphy (sentado a direita).

Durante pouco mais de uma década o cartel de Lawrence Murphy e seus associados, James Dolan e John Riley, controlou com mãos de ferro diversos aspectos da vida econômica do Condado de Lincoln. O grupo era conhecido como "The House" em referência ao quartel general da organização que lembrava mais uma casa que uma loja em si, como é as vezes referida. Murphy mantinha um contrato indefinido do abastecimento de Fort Stanton, posto militar do Condado de Lincoln, fornecendo grãos, feno, tecidos e roupas. Sua loja de departamentos era a única da cidade, e dada essa circunstância Murphy forçava todos os pequenos produtores a vender a um único distribuidor. Além disso, o Banco de Santa Fé, principal credor da região, estava nas mãos da Santa Fe Ring, financiadores da organização de Murphy.
Ao final da década de 1870, John Tunstall, um jovem empreendedor inglês, decidiu começar em Lincoln um novo negócio e concorrer diretamente com a facção Murphy-Dolan. Sua organização era formada por Alexander McSween, seu advogado, conselheiro jurídico e contato direto com outras personalidades de Lincoln; Richard Brewer, rancheiro local e "Capitão" de Tunstall nas operações com o gado e a fazenda. Richard era tido como um homem bem aparentado, excelente vaqueiro e um bom pistoleiro. Por último vinha Robert Widenmann, homem de confiança de Tunstall. Como Brewer, Widenmann era um de seus administradores, porém mais envolvido com a parte burocrática da organização.
Na primavera de 1877, Tunstall elaborou seu projeto para boicotar o monopólio da facção Murphy-Dolan ("The House"). Em primeiro lugar, abriu sua própria loja de departamentos em Lincoln, visando criar uma alternativa de venda para os pequenos produtores, afetando diretamente os lucros dos rivais. Além disso, Tunstall abriu um pequeno banco de créditos do qual o poderoso fazendeiro John Chisum era o principal financiador e vice-presidente. A manobra se mostrou eficiente e representou uma pesada derrota para Murphy e seus aliados de Santa Fé. No entanto, John Tunstall, que estava acostumado a civilidade da Inglaterra vitoriana, desconhecia que no ainda selvagem oeste americano os negócios envolviam muito mais que somente poder financeiro.
Ao final de 1877 Lawrence Murphy foi diagnosticado com câncer terminal e mudou-se para Santa Fé. Seu braço direito e pupilo, James Dolan, assumiu as operações do grupo ao lado de John Riley. Dolan por sua vez tinha um temperamento mais violento e explosivo que o de Murphy. A partir daí, a disputa comercial logo assumiu um contorno mais violento. As operações de Dolan com gado na fazenda de Murphy, atraíram para ele o apoio e a aliança dos Seven Rivers Warriors, membros de uma pequena comunidade de rancheiros local e inimigos mortais de John Chisum.
Nos meses que se seguiram, os dois lados trocaram acusações e hostilidades. Em uma das ocasiões, Dolan chegou a desafiar Tunstall para um duelo armado, apontado sua Winchester para o rival pelo menos três vezes. O jovem inglês que era avesso à violência ignorou as provocações.
Em 16 de Fevereiro de 1878, enquanto tomavam café no alojamento do rancho de Tunstall, Robert Widenmann e Richard Brewer perceberam que nove homens armados se aproximavam da casa, entre eles Jacob "Billy" Mathews, Frank Baker e Jesse Evans. Widenmann e Brewer tomaram a frente do grupo, enquanto Billy Bonney, Fred Waite, John Middleton e os outros vigias ficaram atrás. Mathews explicou que tinha sido delegado por Brady para confiscar o gado de Alexander McSween, mas foi alertado por Brewer que McSween não tinha gado algum. Nervoso, Widenmann disse que Mathews e seus amigos não levariam nada sem resistência. Os ânimos entre os dois lados se exaltaram, então Mathews concordou que seria melhor voltar a Lincoln e esperar novas instruções. Apesar do crescente clima de hostilidade elevada, Tunstall não esperava que as atitudes de seus rivais fossem passar de ameaças.

## O Conflito Armado

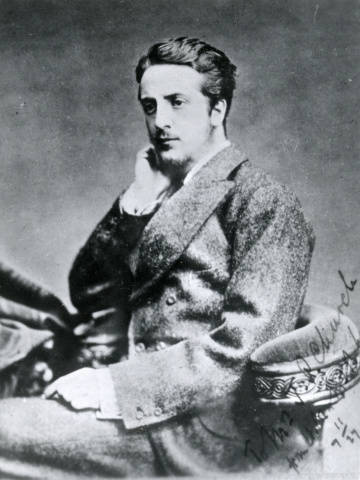
John Henry Tunstall (1853-1878).

Na tarde de 18 de Fevereiro de 1878, enquanto se dirigia para Lincoln com seus empregados, John Tunstall foi covardemente assassinado por Frank Baker, Tom Hill e Jesse Evans. O ataque foi testemunhado por Richard Brewer, Robert Widenmann, Billy Bonney e John Middleton. Segundo o relato dos homens de Tunstall, Widenmann e Brewer caçavam aves a algumas dezenas de metros a frente de Tunstall. Bonney e Middleton vinham mais de trás no trajeto quando perceberam alguns homens se aproximando rapidamente. Os dois seguiram para frente da fileira, esperando encontrar e avisar Tunstall e os outros, mas encontraram apenas Brewer e Widenmann. John Middleton voltou atrás para procurar por Tunstall, gritando: "John! John venha conosco! rápido!", Tunstall não entendeu o aviso. Foi então que Middleton ouviu os disparos e percebendo que o patrão havia sido assassinado, fugiu com o resto do grupo.
Para fazer justiça, mas impedidos de consultar o xerife da cidade, Robert Widenmann e Alexander McSween conseguiram que o Juiz de Paz John Wilson emitisse mandados de prisão para os suspeitos, nomeando os homens de Tunstall como delegados encarregados de fazer cumprir esses mandados. Durante seu juramento ao Juiz, o grupo foi batizado de Os Reguladores do Condado de Lincoln. Seu líder fundador foi Richard Brewer, eleito Condestável  e seus outros membros eram: Frank McNab, Doc Scurlock, Charlie Bowdre, Samuel Smith, William Bonney, John Middleton, Frederick Waite, Jim French e Henry Newton Brown. Em pouco tempo, o grupo foi reforçado por novos membros, em sua maioria amigos ou conhecidos de seus fundadores. Desses destacaram-se os primos George e Frank Coe, Tom O'Folliard, Jose Chavez y Chavez, Steven Stephens, James "Ab" Saunders entre outros.

### O Massacre deBlackwater
Durante as buscas pelos suspeitos, os Vigilantes localizaram e interceptaram Buck Morton, Dick Lloyd e Frank Baker próximo ao Rio Peñasco onde depois de uma perseguição e troca de tiros a cavalo por oito quilômetros, Morton e Baker se renderiam, com a condição de que fossem levados vivos a Lincoln. Dick Lloyd, por sua vez, caiu de seu cavalo e ficou para trás. Richard Brewer aceitou os termos mesmo após a insistência de alguns dos companheiros para que os capturados fossem executados. William McCloskey, antigo colega de Morton e membro dos Reguladores, ameaçou resistir a qualquer tentativa de assassinar os prisioneiros.
Em 9 de Março de 1878, no terceiro dia de viagem de volta a Lincoln, Morton, Baker e McCloskey seriam mortos pelos Reguladores na Enseada de Blackwater. Segundo os próprios Vigilantes, Morton teria matado McCloskey e tentado fugir. Durante a troca de tiros, Frank Baker teria sido baleado e morrido também. No entanto a história acabou desacreditada, pois era estranho que Morton tivesse tentado matar um antigo companheiro seu ao invés de qualquer outro do bando de Brewer. Os Vigilantes foram acusados de ter executado o grupo e matado McCloskey por ter tentado intervir a favor dos prisioneiros. A versão mais aceita é que Frank McNab seria o verdadeiro algoz de McCloskey, por suspeitar que este fosse um traidor. Coincidentemente, para piorar a situação dos delegados, nesse mesmo dia Tom Hill e Jesse Evans haviam tentado roubar um rebanho de ovelhas próximo a Tularosa. Após serem descobertos, houve uma troca de tiros, em que Hill acabaria morto e Jesse ficaria gravemente ferido, sendo levado preso a Forte Stanton onde receberia tratamento médico e seria mantido em custódia por meses. A princípio, acreditou-se que o ocorrido teria sido outro confronto entre os homens de Alexander McSween e o bando de James Dolan.

Billy The Kid e Richard Brewer perseguem Buck Morton e Frank Baker; pintura por Andrew Thomas.

### O Assassinato de William Brady
As mortes de Buck Morton e Frank Baker chamaram a atenção de James Dolan e seus colaboradores. Usando seus contatos políticos, Dolan e seu grupo conseguiram que o governador Samuel B. Axtell revogasse os poderes do Juiz de paz John Wilson de nomear delegados, passando-os ao aliado de Dolan, o Xerife William Brady. A manobra frustrou as tentativas de McSween de fazer cumprir os mandados para os assassinos do sócio.
Em Abril de 1878, os Vigilantes, Jim French, John Middleton, Fred Waite, Henry Brown, Billy The Kid e Frank McNab emboscaram e mataram o Xerife William J. Brady e seus homens na rua principal de Lincoln. Brady morreu com no mínimo doze tiros e o Delegado George Hindman ficou mortalmente ferido, morrendo após o combate. Após o fim do tiroteio, McCarty (Billy The Kid) e French saíram de seus esconderijos para recuperar no corpo de Brady o mandado de prisão de McSween e o rifle de McCarty, que Brady havia apreendido. No entanto um sobrevivente do ataque, Billy Mathews, abriu fogo em direção aos dois. Um dos disparos atravessou Billy e feriu seriamente French que teve que ser levado a casa de Sam Colbert, antigo empregado de Tunstall.

### O Confronto emBlazer's Mill
Apenas três dias depois da morte de Brady, os Reguladores alcançaram o sudoeste da região próxima a Lincoln, terminando em Blazer's Mill. Uma serraria e posto de troca de mercadorias que abastecia a reserva indígena de Mescalero com carne bovina. Enquanto os Reguladores almoçavam em uma pensão, John Middleton, que ficara de guarda fora do estabelecimento, identificou Andrew L. "Buckshot" Roberts, antigo caçador que acreditava-se estar envolvido na morte de Tunstall, se aproximando do local.
Frank Coe foi mandado para convencer Roberts a se render. O mesmo recusou todas as ofertas, dizendo que ia ser morto pelo grupo. Após quase meia hora de conversa, Charlie Bowdre, John Middleton e George Coe saíram do refeitório e foram até onde Roberts estava. Bowdre gritou para o suspeito, dizendo para ele soltar a arma e levantar as mãos. Roberts respondeu ironicamente ao aviso: "Não mesmo Mary Ann..." levantando seu rifle na altura do quadril. Os dois dispararam quase ao mesmo tempo; o tiro de Bowdre acertou Roberts no estômago, e o disparo do velho caçador destruiu a fivela do cinto de Bowdre, ricocheteou na mesma e amputou o dedo do gatilho de George Coe. Roberts ainda acertou um tiro no peito de Middleton e no braço de Billy The Kid, que vinha atrás, antes de se esconder no escritório do Dr.Blazer, Impaciente com a situação, Richard Brewer seguiu Roberts até seu esconderijo, onde foi atingido por um tiro no olho direto disparado pelo caçador, morrendo instantaneamente. Roberts morreu algumas horas depois em consequência do ferimento no estômago. Os dois foram enterrados lado a lado nas colinas de Blazer's Mill.
A heróica resistência de Roberts impressionou até mesmo seus adversários. Frank Coe diria quase cinquenta anos depois: "Eu nunca vi alguém manusear uma winchester com tanta rapidez...". Billy Bonney, também registrou sobre o confronto: "Sim Senhor, ele acabou com a gente...". Com a morte de Brewer, Frank McNab seu segundo em comando, assumiu a liderança do grupo. Após a morte de Brewer, o novo capitão conseguiu que ele e seus companheiros recebessem novas nomeações Legais, dadas pelo Juiz de Paz de San Patricio Gregorio Trujillo.

### A Emboscada noFritz's Ranch
Em 29 de Abril,  Frank McNab passava com os Reguladores Frank Coe e "Ab" Saunders pelo Vale de Rio Bonito a oito milhas de Lincoln. O grupo planejava parar para descansar quando foram surpreendidos por aproximadamente vinte membros dos "Seven Rivers Warriors" e da gangue de Jesse Evans. No confronto, Frank Coe e Saunders foram feridos e levados em custódia pelos inimigos. Frank McNab morreu com um tiro de escopeta, disparado por Manuel "Indian" Segovia. No dia primeiro de Maio, na volta para Lincoln, a gangue de Jesse Evans e os Seven Rivers Warriors esperavam emboscar o resto do bando de McNab na frente da Ellis' Store, uma das bases de operações dos Reguladores. No entanto, o grupo percebeu que a notícia da emboscada no Fritz's Ranch já tinha chegado a cidade. Enquanto se preparavam para a fuga, o bando de Evans foi atacado de surpresa pelos Reguladores George Coe e Henry Brown, posicionados no telhado do estabelecimento. Na troca de tiros, um dos comparsas de Evans, "Dutch" Charlie Kruling, foi atingido no quadril por Coe, que efetuou o disparo a mais de 300 metros. Kruling sobreviveu ao ferimento. Durante a fuga dos homens de Evans, Frank Coe conseguiu fugir do cativeiro e juntou-se aos outros Reguladores. James "Ab" Saunders que havia sido mandado ao hospital de Fort Stanton, só retornou a Lincoln para descansar no Hotel da família Ellis, de onde seguiu de caravana para a casa dos pais na Califórnia.
Em 14 de maio, na busca pelo assassino de  Frank McNab, Doc Scurlock(agora líder do grupo) e os Reguladores invadiram a fazenda de James Dolan na região de Black River. Enquanto levavam o gado e o rebanho de ovelhas encontrados na fazenda de volta para Lincoln, o grupo trocou tiros com os capangas de Dolan. No processo, eles assassinaram Manuel Segovia, algoz de McNab, e feriram outros dois homens.

## A Batalha de Lincoln e o fim do Conflito
O longo conflito entre as facções rivais se concretizaria na noite do dia 19 de Julho de 1878, após cinco dias de intensos tiroteios entre os lados beligerantes. George Peppin, novo Xerife de Lincoln, preparou o cerco às forças de Alexander McSween em Lincoln a partir do dia 14 de Julho. Seu efetivo foi engrossado por membros da gangue de John Kinney, de Jesse Evans e de Buck Powell, capanga de James Dolan. Totalizando aproximadamente 40 homens. Os Reguladores e outros aliados de McSween ficaram dispostos em três diferentes pontos: Na Ellis' Store, na casa dos McSween e na loja dos Montano.
O equilíbrio de forças se manteve até a chegada das tropas do Coronel Nathan Dudley de Fort Stanton, que reforçou o cerco com peças de artilharia leve, forçando os inimigos posicionados na Ellis' Store e na loja dos Montano a debandarem de suas posições e fugirem da cidade. Deixando assim seus companheiros na casa dos McSween encurralados.
Na noite do dia 19 de Julho, após duas tentativas frustradas, a casa dos McSween foi incendiada pelos homens de Dolan e George Peppin. Após um cessar fogo para tirar Susan McSween, sua irmã Elizabeth e mais cinco crianças da casa. os pistoleiros de dentro da casa liderados por Billy Bonney começavam a movimentação para a fuga. Billy liderou bravamente o grupo para a fuga sob uma saraivada de balas. Bonney, Jose Chavez y Chavez e Tom O'Folliard conseguiram fugir mas Alexander McSween, seu sócio Harvey Morris e mais dois Reguladores foram mortos no processo. Yginio Salazar ficou gravemente ferido, mas conseguiu fugir de Lincoln e encontrar ajuda médica, salvando-se milagrosamente. Ignacio Gonzales e mais dois membros também escaparam. A Batalha de Lincoln encerrou oficialmente o conflito após quase seis meses.

## Eventos Posteriores
Lawrence Murphy morreu de câncer a 20 de outubro de 1878, três mêses depois da guerra. Mesmo com o fim do conflito os dois grupos rivais continuaram brigando entre si. Susan McSween, representante do que restou da facção Tunstall-McSween, contratou o advogado Huston Chapman para levar os homens de Dolan e o Coronel Dudley a justiça por assassinato e dano à propriedade. Durante o processo, Chapman foi assassinado pessoalmente por Jesse Evans e James Dolan em uma rua de Lincoln.
Mesmo contra sua vontade, Susan teve que recorrer ao seu desafeto, o Coronel Nathan Dudley, que apenas chamou Evans e Dolan para depor e os liberou logo em seguida. Deixando claro sua completa parcialidade para com o cartel de Dolan. No entanto, o novo governador Lew Wallace não estava alinhado a nenhum dos lados, e decidido a resolver o caso exonerou o Coronel Dudley do cargo, sendo levado em custódia para aguardar julgamento, assim como Jesse Evans e James Dolan. Evans fugiu da custódia a 19 de Março de 1879. Todos os envolvidos no conflito de Lincoln com mandados pendentes a serem cumpridos foram indiciados, tanto da facção Tunstall-McSween, quanto dos seus inimigos da "The House".
Apesar de acusado de diversos crimes durante a guerra, James Dolan foi absolvido em seu julgamento e casou-se com Caroline Fritz, filha de Charles Fritz em 13 de Julho de 1879. Morreu em 6 de Fevereiro de 1898 aos 50 anos. Robert Widenmann abandonou Lincoln em Maio de 1878, antes do fim do conflito. Casou-se com Albertine Seiler-Lemke em 1881, com quem teve quatro filhos. Morreu em Haverstraw, New York a 15 de Abril de 1930. Susan McSween tornou-se uma próspera pecuarista, chegando a ter 3 000 cabeças de gado em sua fazenda em Three Rivers no Novo México. Faleceu no dia 3 de Janeiro de 1931 aos 85 anos.
Embora tivesse escapado da custódia de Fort Stanton, Jesse Evans foi capturado pelos Texas Rangers em Agosto de 1879. Conseguiu fugir outra vez e reagrupou alguns homens para seu bando, incluindo um veterano da Guerra de Lincoln George Davis. O bando seguiu roubando lojas e cabeças de gado quando em Julho de 1880, depois de um novo confronto contra os Texas Rangers, Jesse Evans foi preso e sentenciado a dez anos de prisão. Evans escapou novamente da prisão em Maio de 1882, mas com sua gangue definitivamente extinta, ele fugiu do Texas e nunca mais foi visto.

## Os Reguladores após a Guerra
Após o conflito os Reguladores foram dispersados, restando apenas aqueles que ficaram mais próximos e participaram mais ativamente da guerra. Com o passar do tempo o grupo foi aos poucos se desintegrando, restando apenas Billy the Kid, Charlie Bowdre e Tom O'Folliard, que formaram uma gangue de ladrões de gado com "Dirty Dave" Rudabaugh, Tom Peckett e Billy Wilson. Nessa época Billy ganhou notoriedade como fora da lei e ficou conhecido como Billy The Kid. 
Charlie Bowdre e Tom O'Follliard seriam mortos por Pat Garrett e seus homens em dezembro de 1880. Billy por sua vez foi morto pessoalmente por Garrett em 1881. Dave Rudabaugh morreria no México após um briga durante um jogo de cartas em 1886. Ele seria postumamente decapitado e sua cabeça erguida em praça pública.

## Filmes
- The Kid From Texas (1950).
- Chisum (1970).
- Young Guns (1988).